# Bengt Pegefelt
Bengt Pegefelt, född den 5 mars 1955, är en svensk musiklärare och sångare. Han hade 1981 en hit med Köppäbävisan, och åkte tillsammans med några av eleverna på en turné sponsrade av korvföretaget Sibylla. Idag jobbar han som fritidsledare för Borlänge kommun.[när?]